# OCB
OCB (Offset Codebook Mode) – uwierzytelniająco-szyfrujący tryb pracy szyfru blokowego.
Tryb pracy szyfru blokowego zapewniający w jednym kroku poufność, integralność oraz autentyczność informacji stworzony przez amerykańskiego kryptologa Philipa Rogawaya.
Tryb OCB na poziomie interfejsu programistycznego pozwala na wskazywanie, które bloki mają być zarówno szyfrowane jak i uwierzytelniane, a które tylko uwierzytelniane bez szyfrowania. Wydajność OCB podczas szyfrowania i uwierzytelniania jest niemal tak duża jak trybu CBC z samym tylko szyfrowaniem. Jest to prawie dwukrotnie większa wydajność niż np. konkurencyjnego trybu CCM.
Algorytm MAC jest opatentowany w Stanach Zjednoczonych. Autor udziela bezpłatnej licencji na stosowanie go w oprogramowaniu licencjonowanym na zasadach GPL oraz produkowanym poza Stanami Zjednoczonymi.